# Società Sportiva Lazio 2023-2024
Questa voce raccoglie le informazioni riguardanti la Società Sportiva Lazio nelle competizioni ufficiali della stagione 2023-2024.

## Stagione
La stagione 2023-2024 è l'81ª della Lazio in Serie A (la 36ª consecutiva). I biancocelesti partecipano inoltre alla Champions League, a 3 anni di distanza dall'ultima partecipazione alla massima competizione europea per club, oltre che alla Supercoppa italiana, grazie al secondo posto nel precedente campionato, e alla Coppa Italia. L'avvio di stagione non è esaltante, dal momento che la squadra di Sarri colleziona due sconfitte nelle prime due partite di campionato, contro Lecce, 2-1 in trasferta, e Genoa, 0-1 in casa. La prima vittoria stagionale arriva alla terza giornata di campionato, quando i capitolini si impongono per 2-1 allo stadio Diego Armando Maradona sul Napoli. Sorteggiata nel Gruppo E della Champions League con Atlético Madrid, Feyenoord e Celtic, la Lazio esordisce nella massima competizione europea il 19 settembre, nello scontro casalingo con gli spagnoli terminato in pareggio per 1-1 grazie ad una rete allo scadere del portiere Ivan Provedel. Il 7 novembre allo stadio Olimpico la Lazio vince contro il Feyenoord per 1-0, con la rete di Ciro Immobile che sale a quota 200 gol in biancoceleste e non subendo gol in Champions League dopo ben 23 partite consecutive. Il 28 novembre successivo centra la qualificazione agli Ottavi di finale di Champions League per la terza volta nella sua storia grazie alla vittoria per 2-0 sul Celtic e la contemporanea sconfitta del Feyenoord per 1-3 da parte dell'Atletico Madrid, guidato dall'ex centrocampista Diego Pablo Simeone, ed a seguito della sconfitta per 2-0 contro gli spagnoli, nell'ultima giornata del girone, termina al secondo posto nel Gruppo E, proprio alle spalle dei madrileni, e ai sorteggi degli ottavi di finale pesca il Bayern Monaco, proprio come 3 anni prima. Viene eliminata proprio dai tedeschi, nonostante la vittoria per 1-0 nella gara di andata in casa, con i bavaresi che si impongono per 3-0 nel ritorno. In Coppa Italia, dopo aver eliminato il Genoa agli ottavi di finale, il 10 gennaio 2024 sconfigge la Roma per 1-0, tornando in semifinale dopo 5 anni dall'ultima volta. Il 19 gennaio i biancocelesti vengono sconfitti per 3-0 nella semifinale di Supercoppa Italiana dall'Inter, nella sfida disputata a Riad, venendo così eliminati dalla competizione. Il 13 marzo 2024, in seguito alla sconfitta casalinga in campionato per 1-2 con l'Udinese, con la squadra relegata al nono posto in classifica, Maurizio Sarri rassegna le proprie dimissioni da allenatore della squadra, con la guida tecnica che viene affidata ad interim al suo vice, Giovanni Martusciello, il quale resta sulla panchina biancoceleste solo in occasione della trasferta contro il Frosinone, vinta per 3-2 dai capitolini. Il 18 marzo viene ufficializzato il croato Igor Tudor come nuovo allenatore, che esordisce sulla panchina biancoceleste il 30 marzo successivo, nella sfida di campionato contro la Juventus, vinta all'ultimo minuto per 1-0 con rete decisiva di Adam Marusic.  Il 23 aprile la Lazio vince 2-1 la sfida di ritorno della semifinale di Coppa Italia contro la Juventus, non riuscendo però a ribaltare il 2-0 dell'andata da parte dei bianconeri, venendo così eliminata dalla competizione. 
Con il pareggio casalingo per 1-1 con il Sassuolo nell'ultima giornata di campionato, la Lazio termina la stagione con 61 punti, concludendo al 7imo posto in Serie A, qualificandosi così alla UEFA Europa League 2024-2025.

## Divise e sponsor
Per il secondo anno consecutivo lo sponsor tecnico dei biancocelesti è la società giapponese Mizuno. Il 7 luglio 2023 vengono presentate a Roma, nello store ufficiale della società, e tramite canali social, i kit home e away per la stagione. La terza maglia è stata presentata il 24 luglio, durante il ritiro di Auronzo di Cadore. Tutte le divise di questa stagione hanno dei dettagli che ricordano ed omaggiano la Lazio del 1973-74 in occasione del 50º anniversario della vittoria del primo Scudetto. Sulla manica delle divise compare il logo di AeroItalia, compagnia aerea italiana, e nuovo Airline sponsor and Global Partner. In occasione delle gare Lazio-Inter del 17 dicembre 2023, Lazio-Juventus del 30 marzo 2024 e Genoa-Lazio del 19 aprile 2024 è presente sulle maglie da gioco il logo di Paideia International Hospital. In occasione della Supercoppa italiana disputata a Riad, in Arabia Saudita, grazie ad un accordo stipulato tra la società biancoceleste e la Regione Lazio, sulle maglie da gioco è stato utilizzato il logo visitlazio.com utilizzato per la promozione del territorio regionale a scopo turistico. Il 12 maggio, in occasione del cinquantesimo anniversario della vittoria del primo scudetto della Lazio, per la partita di campionato contro l'Empoli, i calciatori hanno indossato una divisa speciale commemorativa: la maglia ricorda quella indossata dalla banda Maestrelli, con delle linee verticali formate dall'impressione dei nomi dei giocatori di quella squadra.
| Casa | Trasferta | Terza divisa |

## Organigramma societario
Dal sito internet ufficiale della società.
Area direttiva
Consiglio di gestione
- Presidente: Claudio Lotito
- Consigliere: Marco Moschini

Consiglio di sorveglianza
- Presidente: Alberto Incollingo
- Vicepresidente: Fabio Bassan
- Consiglieri: Vincenzo Sanguigni, Monica Squintu, Silvia Venturini

Area organizzativa
- Direttore Sportivo: Angelo Mariano Fabiani
- Segretario Generale: Armando Antonio Calveri
- Direzione Amm.va e Controllo di Gestione / Investor Relator: Marco Cavaliere
- Direzione Legale e Contenziosi: Francesca Miele
- Direzione Organizzativa Centro Sportivo di Formello, Uffici, Country Club, Stadio: Giovanni Russo
- S.L.O. / Supporter Liaison Officer: Giampiero Angelici
- D.A.O. / Disability Access Officer: Giampiero Angelici
- Delegato Sicurezza Stadio: Alessandro Bracci
- R.S.P.P.: Sergio Pinata
- Responsabile Biglietteria: Angelo Cragnotti
- Direttore Generale Settore Giovanile: Enrico Lotito
- Direzione Settore Giovanile: Fabrizio Fratini
- Segretario Settore Giovanile: Giuseppe Lupo
- Dirigente Accompagnatore: Alberto Bianchi

Area marketing
- Coordinatore Marketing, Sponsorizzazioni ed Eventi: Marco Canigiani
- Area Marketing: Massimiliano Burali d'Arezzo, Laura Silvia Zaccheo
- Area Licensing e Retail: Valerio D'Attilia

Area tecnica
- Allenatore: Maurizio Sarri, Giovanni Martusciello (ad interim dal 13/03/2024), Igor Tudor (dal 18/03/2024)
- Allenatore in seconda: Giovanni Martusciello (fino al 13/03/2024), Mattia Pasqui (ad interim dal 13/03/2024), Ivan Javorčić (dal 19/03/2024)
- Collaboratori tecnici: Marco Ianni (fino al 14/03/2024), Mattia Pasqui (fino al 13/03/2024), Gianni Picchioni (fino al 16/12/2023)
- Preparatore dei portieri: Massimo Nenci (fino al 14/03/2024), Cristiano Viotti, Tomislav Rogić (dal 19/03/2024)
- Preparatore atletico: Alessandro Fonte, Davide Losi (fino al 14/03/2023), Davide Ranzato (fino al 14/03/2024), Simone Fugalli (dal 19/03/2024)
- Match analyst: Enrico Allavena, Giuseppe Maiuri (dal 19/03/2024)
- Team Manager: Stefan Derkum
- Magazzinieri: Mauro Patrizi, Stefano Delle Grotti, Walter Pela

Area sanitaria
- Direttore sanitario: dott. Ivo Pulcini
- Coordinatore area medica: dott. Fabio Rodia
- Medico sociale: dott. Francesco Colautti
- Recupero infortunati: Giuseppe Malizia
- Fisioterapisti: Christian Marsella, Umberto Mei, Daniele Misseri, Silvio Rossi, Gianni Scappini
- Osteopata: dott. Maurizio Brecevich

## Rosa
Rosa e numerazione aggiornate al 27 aprile 2024.
| N. |                      | Ruolo | Calciatore               |
| -- | -------------------- | ----- | ------------------------ |
| 3  | Italia (bandiera)    | D     | Luca Pellegrini          |
| 4  | Spagna (bandiera)    | D     | Patric                   |
| 5  | Uruguay (bandiera)   | C     | Matías Vecino            |
| 6  | Giappone (bandiera)  | C     | Daichi Kamada            |
| 7  | Brasile (bandiera)   | C     | Felipe Anderson          |
| 8  | Francia (bandiera)   | C     | Mattéo Guendouzi         |
| 9  | Spagna (bandiera)    | A     | Pedro                    |
| 10 | Spagna (bandiera)    | C     | Luis Alberto             |
| 13 | Italia (bandiera)    | D     | Alessio Romagnoli        |
| 15 | Italia (bandiera)    | D     | Nicolò Casale            |
| 16 | Serbia (bandiera)    | D     | Dimitrije Kamenović      |
| 17 | Italia (bandiera)    | A     | Ciro Immobile (capitano) |
| 18 | Danimarca (bandiera) | A     | Gustav Isaksen           |
| 19 | Argentina (bandiera) | A     | Valentín Castellanos     |
| 20 | Italia (bandiera)    | C     | Mattia Zaccagni          |

| N. |                       | Ruolo | Calciatore                     |
| -- | --------------------- | ----- | ------------------------------ |
| 22 | Paraguay (bandiera)   | A     | Diego González                 |
| 23 | Albania (bandiera)    | D     | Elseid Hysaj                   |
| 26 | Croazia (bandiera)    | C     | Toma Bašić                     |
| 28 | Italia (bandiera)     | C     | André Anderson                 |
| 29 | Italia (bandiera)     | C     | Manuel Lazzari                 |
| 31 | Lituania (bandiera)   | P     | Marius Adamonis                |
| 32 | Italia (bandiera)     | C     | Danilo Cataldi (vice capitano) |
| 33 | Italia (bandiera)     | P     | Luigi Sepe                     |
| 34 | Spagna (bandiera)     | D     | Mario Gila                     |
| 35 | Grecia (bandiera)     | P     | Chrīstos Mandas                |
| 55 | Italia (bandiera)     | P     | Alessio Furlanetto             |
| 65 | Italia (bandiera)     | C     | Nicolò Rovella                 |
| 77 | Montenegro (bandiera) | D     | Adam Marušić                   |
| 94 | Italia (bandiera)     | P     | Ivan Provedel                  |

## Calciomercato

### Sessione estiva(dal 1/7 al 1/9)
| Acquisti         | Acquisti               | Acquisti            | Acquisti                                                                                     |
| R.               | Nome                   | da                  | Modalità                                                                                     |
| ---------------- | ---------------------- | ------------------- | -------------------------------------------------------------------------------------------- |
| P                | Alessio Furlanetto     | Renate              | fine prestito                                                                                |
| P                | Chrīstos Mandas        | OFI Creta           | definitivo (1,3 milioni €)                                                                   |
| P                | Luigi Sepe             | Salernitana         | prestito                                                                                     |
| D                | Dimitrije Kamenović    | Sparta Praga        | fine prestito                                                                                |
| C                | André Anderson         | San Paolo           | fine prestito                                                                                |
| C                | Mattéo Guendouzi       | Olympique Marsiglia | prestito oneroso (1 milione €) con obbligo di riscatto (12 milioni € + 5 milioni € di bonus) |
| C                | Daichi Kamada          | -                   | svincolato                                                                                   |
| C                | Nicolò Rovella         | Juventus            | prestito biennale con obbligo di riscatto (17 milioni €)                                     |
| A                | Valentín Castellanos   | New York City       | definitivo (15 milioni € + 4 milioni € di bonus)                                             |
| A                | Gustav Isaksen         | Midtjylland         | definitivo (12 milioni € + 4 milioni € di bonus)                                             |
| Altre operazioni |                        |                     |                                                                                              |
| R.               | Nome                   | da                  | Modalità                                                                                     |
| D                | Nicolò Armini          | Potenza             | fine prestito                                                                                |
| D                | Filipe Bordon          | Ferroviária         | prestito con diritto di riscatto (300000 €)                                                  |
| D                | Riza Durmisi           | Tenerife            | fine prestito                                                                                |
| D                | Mattia Novella         | AZ Picerno          | fine prestito                                                                                |
| D                | Luca Pellegrini        | Juventus            | rinnovo del prestito biennale con obbligo di riscatto (4 milioni €)                          |
| C                | Jean-Daniel Akpa-Akpro | Empoli              | fine prestito                                                                                |
| C                | Emanuele Cicerelli     | Reggina             | fine prestito                                                                                |
| C                | Jony                   | Sporting Gijón      | fine prestito                                                                                |
| C                | Andrea Marino          | Fidelis Andria      | fine prestito                                                                                |
| A                | Matteo Cancellieri     | Verona              | riscatto obbligatorio del cartellino (8 milioni €)                                           |
| A                | Diego González         | Celaya              | riscatto del cartellino (1 milione €)                                                        |
| A                | Cristiano Lombardi     | Triestina           | fine prestito                                                                                |
| A                | Raúl Moro              | Real Oviedo         | fine prestito                                                                                |
| A                | Alessandro Rossi       | Monterosi Tuscia    | fine prestito                                                                                |

| Cessioni         | Cessioni                  | Cessioni        | Cessioni                                                                              |
| R.               | Nome                      | a               | Modalità                                                                              |
| ---------------- | ------------------------- | --------------- | ------------------------------------------------------------------------------------- |
| P                | Marius Adamonis           | Perugia         | prestito                                                                              |
| P                | Alessio Furlanetto        | Fermana         | prestito                                                                              |
| P                | Luís Maximiano            | Almería         | prestito oneroso (500000 €) con obbligo di riscatto (8,5 milioni €)                   |
| D                | Ștefan Radu               | -               | fine carriera                                                                         |
| C                | Marco Bertini             | SPAL            | prestito con diritto di riscatto e controriscatto                                     |
| C                | Mohamed Fares             | Brescia         | prestito                                                                              |
| C                | Marcos Antônio            | PAOK            | prestito oneroso (300000 €) con diritto di riscatto (6 milioni €)                     |
| C                | Sergej Milinković-Savić   | Al-Hilal        | definitivo (40 milioni €)                                                             |
| C                | Luka Romero               | -               | svincolato                                                                            |
| A                | Matteo Cancellieri        | Empoli          | prestito oneroso (1 milione €) con diritto di riscatto (9 milioni €) e controriscatto |
| Altre operazioni |                           |                 |                                                                                       |
| R.               | Nome                      | a               | Modalità                                                                              |
| D                | Francesco Acerbi          | Inter           | riscatto del cartellino (4 milioni €)                                                 |
| D                | Enzo Adeagbo              | Grand-Saconnex  | definitivo                                                                            |
| D                | Nicolò Armini             | Potenza         | definitivo                                                                            |
| D                | Riza Durmisi              | -               | svincolato                                                                            |
| D                | Romano Floriani Mussolini | Pescara         | prestito                                                                              |
| D                | Mattia Novella            | AZ Picerno      | rinnovo del prestito                                                                  |
| C                | Jean-Daniel Akpa-Akpro    | Monza           | prestito oneroso (500000 €) con diritto di riscatto (3 milioni € + 500000 € di bonus) |
| C                | Gonzalo Escalante         | Cadice          | riscatto obbligatorio del cartellino (2,5 milioni €)                                  |
| C                | Jony                      | -               | risoluzione consensuale                                                               |
| C                | Andrea Marino             | Foggia          | prestito                                                                              |
| A                | Valerio Crespi            | Cosenza         | prestito                                                                              |
| A                | Raúl Moro                 | Real Valladolid | prestito con diritto ed obbligo di riscatto                                           |

### Sessione invernale(dal 2/1 al 1/2)
| Acquisti         | Acquisti           | Acquisti         | Acquisti              |
| R.               | Nome               | da               | Modalità              |
| Altre operazioni | Altre operazioni   | Altre operazioni | Altre operazioni      |
| R.               | Nome               | da               | Modalità              |
| ---------------- | ------------------ | ---------------- | --------------------- |
| A                | Vincenzo Di Gianni | Gubbio           | definitivo (260000 €) |

| Cessioni         | Cessioni           | Cessioni    | Cessioni                |
| R.               | Nome               | a           | Modalità                |
| ---------------- | ------------------ | ----------- | ----------------------- |
| C                | Toma Bašić         | Salernitana | prestito                |
| Altre operazioni |                    |             |                         |
| R.               | Nome               | a           | Modalità                |
| D                | Robin Kane         | Paide       | definitivo              |
| C                | Emanuele Cicerelli | Catania     | definitivo              |
| A                | Alessandro Rossi   | -           | risoluzione consensuale |

### Operazioni esterne alle sessioni
| Cessioni | Cessioni            | Cessioni | Cessioni |
| R.       | Nome                | a        | Modalità |
| -------- | ------------------- | -------- | -------- |
| D        | Dimitrije Kamenović | Yverdon  | prestito |

## Risultati

### Serie A

#### Girone di andata
| Arbitro: | Dionisi (L'Aquila) |

|                               |           |              |
| Almqvist 85’ Di Francesco 87’ | Marcatori | 26’ Immobile |

| Arbitro: | Marinelli (Tivoli) |

|  |           |             |
|  | Marcatori | 16’ Retegui |

| Arbitro: | Colombo (Como) |

|               |           |                             |
| Zieliński 32’ | Marcatori | 30’ Luis Alberto 52’ Kamada |

| Arbitro: | Maresca (Napoli) |

|                              |           |                  |
| Vlahović 10’, 67’ Chiesa 26’ | Marcatori | 64’ Luis Alberto |

| Arbitro: | Abisso (Palermo) |

|                     |           |                 |
| Immobile 12’ (rig.) | Marcatori | 36’ Gagliardini |

| Arbitro: | Fabbri (Ravenna) |

|                         |           |  |
| Vecino 56’ Zaccagni 75’ | Marcatori |  |

| Arbitro: | Massa (Imperia) |

|                        |           |  |
| Pulisic 60’ Okafor 88’ | Marcatori |  |

| Arbitro: | Orsato (Schio) |

|                                                   |           |                           |
| De Ketelaere 5’ (aut.) Castellanos 11’ Vecino 83’ | Marcatori | 33’ Éderson 63’ Kolašinac |

| Arbitro: | Di Bello (Brindisi) |

|  |           |                                      |
|  | Marcatori | 28’ Felipe Anderson 35’ Luis Alberto |

| Arbitro: | Marcenaro (Genova) |

|                       |           |  |
| Immobile 90+5’ (rig.) | Marcatori |  |

| Arbitro: | La Penna (Roma 1) |

|              |           |  |
| Ferguson 46’ | Marcatori |  |

| Roma 12 novembre 2023, ore 18:00 CET 12ª giornata | Lazio           | 0 – 0 referto | Roma | Stadio Olimpico (63 000 spett.)\| Arbitro: \| Massa (Imperia) \| |
| Arbitro:                                          | Massa (Imperia) |               |      |                                                                  |

| Arbitro: | Prontera (Bologna) |

|                           |           |                     |
| Kastanos 55’ Candreva 66’ | Marcatori | 43’ (rig.) Immobile |

| Arbitro: | Dionisi (L'Aquila) |

|          |           |  |
| Pedro 8’ | Marcatori |  |

| Arbitro: | Ayroldi (Molfetta) |

|           |           |              |
| Henry 70’ | Marcatori | 23’ Zaccagni |

| Arbitro: | Maresca (Napoli) |

|  |           |                         |
|  | Marcatori | 40’ Martínez 66’ Thuram |

| Arbitro: | Marchetti (Ostia Lido) |

|  |           |                           |
|  | Marcatori | 9’ Guendouzi 67’ Zaccagni |

| Arbitro: | Feliciani (Teramo) |

|                                        |           |                  |
| Castellanos 70’ Isaksen 72’ Patric 84’ | Marcatori | 58’ (rig.) Soulé |

| Arbitro: | Sacchi (Macerata) |

|            |           |                           |
| Walace 59’ | Marcatori | 12’ Pellegrini 76’ Vecino |

#### Girone di ritorno
| Arbitro: | Ferrieri Caputi (Livorno) |

|                     |           |  |
| Felipe Anderson 58’ | Marcatori |  |

| Arbitro: | La Penna (Roma 1) |

|  |           |                           |
|  | Marcatori | 51’ Guendouzi 57’ Cataldi |

| Roma 28 gennaio 2024, ore 18:00 CET 22ª giornata | Lazio          | 0 – 0 referto | Napoli | Stadio Olimpico (33 000 spett.)\| Arbitro: \| Orsato (Schio) \| |
| Arbitro:                                         | Orsato (Schio) |               |        |                                                                 |

| Arbitro: | Guida (Torre Annunziata) |

|                                          |           |                     |
| Pašalić 16’ De Ketelaere 43’ (rig.), 76’ | Marcatori | 84’ (rig.) Immobile |

| Arbitro: | Di Bello (Brindisi) |

|             |           |                                                    |
| Gaetano 51’ | Marcatori | 26’ (aut.) Deiola 50’ Immobile 65’ Felipe Anderson |

| Arbitro: | Maresca (Napoli) |

|             |           |                            |
| Isaksen 18’ | Marcatori | 39’ El Azzouzi 78’ Zirkzee |

| Arbitro: | Guida (Torre Annunziata) |

|                            |           |                  |
| Kayode 61’ Bonaventura 69’ | Marcatori | 45’ Luis Alberto |

| Arbitro: | Di Bello (Brindisi) |

|  |           |            |
|  | Marcatori | 88’ Okafor |

| Arbitro: | Aureliano (Bologna) |

|                      |           |                       |
| Giannetti 49’ (aut.) | Marcatori | 47’ Lucca 51’ Zarraga |

| Arbitro: | Rapuano (Brindisi) |

|                         |           |                                   |
| Lirola 13’ Cheddira 70’ | Marcatori | 38’ Zaccagni 57’, 62’ Castellanos |

| Arbitro: | Colombo (Como) |

|               |           |  |
| Marušić 90+3’ | Marcatori |  |

| Arbitro: | Guida (Torre Annunziata) |

|                |           |  |
| G. Mancini 42’ | Marcatori |  |

| Arbitro: | Zufferli (Udine) |

|                                                |           |              |
| Felipe Anderson 7’, 35’ Vecino 14’ Isaksen 87’ | Marcatori | 16’ Tchaouna |

| Arbitro: | Feliciani (Teramo) |

|  |           |                  |
|  | Marcatori | 67’ Luis Alberto |

| Arbitro: | Massa (Imperia) |

|              |           |  |
| Zaccagni 72’ | Marcatori |  |

| Arbitro: | Pairetto (Nichelino) |

|                  |           |                         |
| Đurić 75’, 90+2’ | Marcatori | 11’ Immobile 83’ Vecino |

| Arbitro: | Aureliano (Bologna) |

|                         |           |  |
| Patric 45+3’ Vecino 89’ | Marcatori |  |

| Arbitro: | Sacchi (Macerata) |

|              |           |            |
| Dumfries 87’ | Marcatori | 32’ Kamada |

| Arbitro: | Tremolada (Monza) |

|              |           |          |
| Zaccagni 60’ | Marcatori | 66’ Viti |

### Coppa Italia

#### Fase finale
| Arbitro: | Sacchi (Macerata) |

|              |           |  |
| Guendouzi 5’ | Marcatori |  |

| Arbitro: | Orsato (Schio) |

|                     |           |  |
| Zaccagni 51’ (rig.) | Marcatori |  |

| Arbitro: | Massa (Imperia) |

|                         |           |  |
| Chiesa 50’ Vlahović 64’ | Marcatori |  |

| Arbitro: | Orsato (Schio) |

|                      |           |           |
| Castellanos 12’, 49’ | Marcatori | 83’ Milik |

### UEFA Champions League

#### Fase a gironi
| Arbitro: | Vinčić |

|                |           |             |
| Provedel 90+5’ | Marcatori | 29’ Barrios |

| Arbitro: | Rumšas |

|               |           |                        |
| Furuhashi 12’ | Marcatori | 29’ Vecino 90+5’ Pedro |

| Arbitro: | Stieler |

|                                 |           |                  |
| Giménez 31’, 74’ Zerrouki 45+2’ | Marcatori | 83’ (rig.) Pedro |

| Arbitro: | Marciniak |

|                |           |  |
| Immobile 45+1’ | Marcatori |  |

| Arbitro: | Umut Meler |

|                   |           |  |
| Immobile 82’, 85’ | Marcatori |  |

| Arbitro: | Gözübüyük |

|                       |           |  |
| Griezmann 6’ Lino 51’ | Marcatori |  |

#### Fase a eliminazione diretta
| Arbitro: | Letexier |

|                     |           |  |
| Immobile 69’ (rig.) | Marcatori |  |

| Arbitro: | Vinčić |

|                            |           |  |
| Kane 38’, 66’ Müller 45+2’ | Marcatori |  |

### Supercoppa italiana
| Arbitro: | Marchetti (Ostia Lido) |

|                                               |           |  |
| Thuram 17’ Çalhanoğlu 50’ (rig.) Frattesi 87’ | Marcatori |  |

## Statistiche

### Statistiche di squadra
Statistiche aggiornate al 26 maggio 2024.
| Competizione        | Punti | In casa | In casa | In casa | In casa | In casa | In casa | In trasferta | In trasferta | In trasferta | In trasferta | In trasferta | In trasferta | In campo neutro | In campo neutro | In campo neutro | In campo neutro | In campo neutro | In campo neutro | Totale | Totale | Totale | Totale | Totale | Totale | DR  |
| Competizione        | Punti | G       | V       | N       | P       | Gf      | Gs      | G            | V            | N            | P            | Gf           | Gs           | G               | V               | N               | P               | Gf              | Gs              | G      | V      | N      | P      | Gf     | Gs     | DR  |
| ------------------- | ----- | ------- | ------- | ------- | ------- | ------- | ------- | ------------ | ------------ | ------------ | ------------ | ------------ | ------------ | --------------- | --------------- | --------------- | --------------- | --------------- | --------------- | ------ | ------ | ------ | ------ | ------ | ------ | --- |
| Serie A             | 61    | 19      | 10      | 4       | 5       | 23      | 14      | 19           | 8            | 3            | 8            | 26           | 25           | 0               | 0               | 0               | 0               | 0               | 0               | 38     | 18     | 7      | 13     | 49     | 39     | +10 |
| Coppa Italia        | -     | 3       | 3       | 0       | 0       | 4       | 1       | 1            | 0            | 0            | 1            | 0            | 2            | 0               | 0               | 0               | 0               | 0               | 0               | 4      | 3      | 0      | 1      | 4      | 3      | +1  |
| Champions League    | 10    | 4       | 3       | 1       | 0       | 5       | 1       | 4            | 1            | 0            | 3            | 3            | 9            | 0               | 0               | 0               | 0               | 0               | 0               | 8      | 4      | 1      | 3      | 8      | 10     | -2  |
| Supercoppa italiana | -     | 0       | 0       | 0       | 0       | 0       | 0       | 0            | 0            | 0            | 0            | 0            | 0            | 1               | 0               | 0               | 1               | 0               | 3               | 1      | 0      | 0      | 1      | 0      | 3      | -3  |
| Totale              | -     | 26      | 16      | 5       | 5       | 32      | 16      | 24           | 9            | 3            | 12           | 27           | 34           | 1               | 0               | 0               | 1               | 0               | 3               | 51     | 25     | 8      | 18     | 61     | 55     | +6  |

### Andamento in campionato
| Giornata  | 1  | 2  | 3  | 4  | 5  | 6  | 7  | 8  | 9 | 10 | 11 | 12 | 13 | 14 | 15 | 16 | 17 | 18 | 19 | 20 | 21 | 22 | 23 | 24 | 25 | 26 | 27 | 28 | 29 | 30 | 31 | 32 | 33 | 34 | 35 | 36 | 37 | 38 |
| --------- | -- | -- | -- | -- | -- | -- | -- | -- | - | -- | -- | -- | -- | -- | -- | -- | -- | -- | -- | -- | -- | -- | -- | -- | -- | -- | -- | -- | -- | -- | -- | -- | -- | -- | -- | -- | -- | -- |
| Luogo     | T  | C  | T  | T  | C  | C  | T  | C  | T | C  | T  | C  | T  | C  | T  | C  | T  | C  | T  | C  | T  | C  | T  | T  | C  | T  | C  | C  | T  | C  | T  | C  | T  | C  | T  | C  | T  | C  |
| Risultato | P  | P  | V  | P  | N  | V  | P  | V  | V | V  | P  | N  | P  | V  | N  | P  | V  | V  | V  | V  | V  | N  | P  | V  | P  | P  | P  | P  | V  | V  | P  | V  | V  | V  | N  | V  | N  | N  |
| Posizione | 13 | 18 | 12 | 15 | 15 | 11 | 16 | 12 | 9 | 7  | 9  | 9  | 11 | 8  | 9  | 10 | 9  | 9  | 6  | 5  | 7  | 6  | 8  | 7  | 8  | 8  | 9  | 9  | 8  | 7  | 8  | 7  | 7  | 7  | 7  | 7  | 7  | 7  |

Legenda:

Luogo: C = Casa; T = Trasferta. Risultato: V = Vittoria; N = Pareggio; P = Sconfitta.

### Statistiche dei giocatori
Nel conteggio delle reti realizzate si aggiungano 3 autoreti a favore in campionato.
Sono in corsivo i giocatori in rosa che hanno lasciato la società a stagione in corso.
| Giocatore       | Serie A  | Serie A | Serie A     | Serie A    | Coppa Italia | Coppa Italia | Coppa Italia | Coppa Italia | Champions League | Champions League | Champions League | Champions League | Supercoppa italiana | Supercoppa italiana | Supercoppa italiana | Supercoppa italiana | Totale   | Totale | Totale      | Totale     |
| Giocatore       | Presenze | Reti    | Ammonizioni | Espulsioni | Presenze     | Reti         | Ammonizioni  | Espulsioni   | Presenze         | Reti             | Ammonizioni      | Espulsioni       | Presenze            | Reti                | Ammonizioni         | Espulsioni          | Presenze | Reti   | Ammonizioni | Espulsioni |
| --------------- | -------- | ------- | ----------- | ---------- | ------------ | ------------ | ------------ | ------------ | ---------------- | ---------------- | ---------------- | ---------------- | ------------------- | ------------------- | ------------------- | ------------------- | -------- | ------ | ----------- | ---------- |
| M. Adamonis     | -        | -       | -           | -          | -            | -            | -            | -            | -                | -                | -                | -                | -                   | -                   | -                   | -                   | -        | -      | -           | -          |
| A. Anderson     | -        | -       | -           | -          | -            | -            | -            | -            | -                | -                | -                | -                | -                   | -                   | -                   | -                   | -        | -      | -           | -          |
| T. Bašić        | -        | -       | -           | -          | 1            | 0            | 0            | 0            | -                | -                | -                | -                | -                   | -                   | -                   | -                   | 1        | 0      | 0           | 0          |
| N. Casale       | 20       | 0       | 5           | 0          | 2            | 0            | 0            | 0            | 2                | 0                | 1                | 0                | -                   | -                   | -                   | -                   | 24       | 0      | 6           | 0          |
| V. Castellanos  | 35       | 4       | 2           | 0          | 4            | 2            | 1            | 0            | 7                | 0                | 2                | 0                | -                   | -                   | -                   | -                   | 46       | 6      | 5           | 0          |
| D. Cataldi      | 28       | 1       | 8           | 0          | 3            | 0            | 0            | 0            | 5                | 0                | 0                | 0                | 1                   | 0                   | 0                   | 0                   | 37       | 1      | 8           | 0          |
| Felipe Anderson | 38       | 5       | 3           | 0          | 4            | 0            | 0            | 0            | 8                | 0                | 0                | 0                | 1                   | 0                   | 0                   | 0                   | 51       | 5      | 3           | 0          |
| A. Furlanetto   | -        | -       | -           | -          | -            | -            | -            | -            | -                | -                | -                | -                | -                   | -                   | -                   | -                   | -        | -      | -           | -          |
| M. Gila         | 21       | 0       | 4           | 1          | 3            | 0            | 0            | 0            | 3                | 0                | 0                | 0                | 2                   | 0                   | 0                   | 0                   | 29       | 0      | 4           | 1          |
| D. González     | -        | -       | -           | -          | -            | -            | -            | -            | -                | -                | -                | -                | -                   | -                   | -                   | -                   | -        | -      | -           | -          |
| M. Guendouzi    | 33       | 2       | 3           | 1          | 4            | 1            | 1            | 0            | 8                | 0                | 2                | 0                | 1                   | 0                   | 0                   | 0                   | 46       | 3      | 6           | 1          |
| E. Hysaj        | 22       | 0       | 2           | 0          | 3            | 0            | 0            | 0            | 5                | 0                | 0                | 0                | 1                   | 0                   | 0                   | 0                   | 31       | 0      | 2           | 0          |
| C. Immobile     | 31       | 7       | 8           | 0          | 3            | 0            | 0            | 0            | 8                | 4                | 1                | 0                | 1                   | 0                   | 0                   | 0                   | 43       | 11     | 9           | 0          |
| G. Isaksen      | 28       | 3       | 3           | 0          | 3            | 0            | 0            | 0            | 5                | 0                | 0                | 0                | 1                   | 0                   | 0                   | 0                   | 37       | 3      | 3           | 0          |
| D. Kamada       | 29       | 2       | 3           | 0          | 2            | 0            | 0            | 0            | 7                | 0                | 0                | 0                | -                   | -                   | -                   | -                   | 38       | 2      | 3           | 0          |
| D. Kamenović    | -        | -       | -           | -          | -            | -            | -            | -            | -                | -                | -                | -                | -                   | -                   | -                   | -                   | -        | -      | -           | -          |
| M. Lazzari      | 24       | 0       | 4           | 1          | 1            | 0            | 0            | 0            | 7                | 0                | 0                | 0                | 1                   | 0                   | 0                   | 0                   | 33       | 0      | 4           | 1          |
| Luis Alberto    | 33       | 5       | 7           | 0          | 2            | 0            | 0            | 0            | 8                | 0                | 1                | 0                | 1                   | 0                   | 0                   | 0                   | 44       | 5      | 8           | 0          |
| C. Mandas       | 9        | -6      | 0           | 0          | 3            | -3           | 0            | 0            | -                | -                | -                | -                | -                   | -                   | -                   | -                   | 12       | -9     | 0           | 0          |
| A. Marušić      | 37       | 1       | 3           | 1          | 4            | 0            | 0            | 0            | 7                | 0                | 1                | 0                | 1                   | 0                   | 0                   | 0                   | 49       | 1      | 4           | 1          |
| Patric          | 20       | 2       | 4           | 0          | 4            | 0            | 0            | 0            | 5                | 0                | 2                | 0                | -                   | -                   | -                   | -                   | 29       | 2      | 6           | 0          |
| Pedro           | 33       | 1       | 4           | 0          | 3            | 0            | 2            | 1            | 8                | 2                | 2                | 0                | 1                   | 0                   | 0                   | 0                   | 45       | 3      | 8           | 1          |
| L. Pellegrini   | 19       | 1       | 7           | 1          | 2            | 0            | 2            | 0            | 3                | 0                | 0                | 0                | 2                   | 0                   | 0                   | 0                   | 26       | 1      | 9           | 1          |
| I. Provedel     | 30       | -33     | 0           | 0          | 1            | -0           | 0            | 0            | 8                | -10; 1           | 0                | 0                | 1                   | -3                  | 0                   | 0                   | 40       | -46    | 0           | 0          |
| A. Romagnoli    | 29       | 0       | 9           | 0          | 3            | 0            | 0            | 0            | 6                | 0                | 1                | 0                | 1                   | 0                   | 1                   | 0                   | 39       | 0      | 11          | 0          |
| N. Rovella      | 23       | 0       | 6           | 0          | 3            | 0            | 0            | 0            | 3                | 0                | 3                | 0                | 1                   | 0                   | 0                   | 0                   | 30       | 0      | 9           | 0          |
| L. Sepe         | -        | -       | -           | -          | -            | -            | -            | -            | 0                | 0                | 1                | 0                | -                   | -                   | -                   | -                   | 0        | 0      | 1           | 0          |
| M. Vecino       | 31       | 6       | 8           | 0          | 3            | 0            | 0            | 0            | 6                | 1                | 3                | 0                | 1                   | 0                   | 1                   | 0                   | 41       | 7      | 12          | 0          |
| M. Zaccagni     | 28       | 6       | 8           | 0          | 2            | 1            | 0            | 0            | 6                | 0                | 1                | 0                | -                   | -                   | -                   | -                   | 36       | 7      | 9           | 0          |